# Saša Dragin
Saša Dragin, cyr. Саша Драгин (ur. 10 czerwca 1972 w Somborze) – serbski polityk, genetyk i nauczyciel akademicki, deputowany, profesor, w latach 2007–2011 minister.

## Życiorys
W młodości z sukcesami uprawiał narciarstwo wodne. W 1999 ukończył studia z zakresu nauk o zwierzętach na Uniwersytecie w Nowym Sadzie. Na tej samej uczelni uzyskiwał magisterium (2003) i doktorat (2007) w zakresie genetyki i reprodukcji zwierząt. Od 1999 był asystentem na wydziale nauk rolniczych tego uniwersytetu. Działał w organizacji pozarządowej Junior Chamber International, w latach 2003–2005 kierował jej oddziałem w Serbii.
Związał się z Partią Demokratyczną. W latach 2005–2007 był zastępcą sekretarza do spraw rolnictwa, gospodarki wodnej i leśnictwa we władzach regionalnych Wojwodiny. W maju 2007 objął stanowisko ministra ekologii w drugim rządzie Vojislava Koštunicy. W utworzonym w lipcu 2008 gabinecie Mirka Cvetkovicia przeszedł na urząd ministra rolnictwa, leśnictwa i gospodarki wodnej, który sprawował do marca 2011. W latach 2011–2012 pełnił funkcję doradcy premiera Wojwodiny.
W 2009 powrócił do pracy naukowej na Uniwersytecie w Nowym Sadzie. W 2015 został kierownikiem laboratorium fizjologii, genetyki i reprodukcji. Obejmował kolejne stanowiska profesorskie.